# Bogdan Trochanowski
Bogdan Trochanowski (ur. 13 stycznia 1946 w Warszawie, zm. 3 lutego 2009 w Caracas), znany również jako Dan Savicha – polski wiolonczelista i kompozytor.

## Życiorys
W 1977 roku wyemigrował z Polski do Wenezueli gdzie zamieszkał w Caracas. Był solistą Estrady Kameralnej Filharmonii Narodowej w Warszawie, wiolonczelistą Orkiestry Symfonicznej w Maracaibo oraz Orkiestry Symfonicznej w Caracas. Od 1994 roku był doradcą artystycznym w Centrum Muzyki Współczesnej w Caracas.
Trochanowski zmarł 3 lutego 2009 w Caracas w wieku 63 lat.